# Königlich Preußisches Stadtschloss

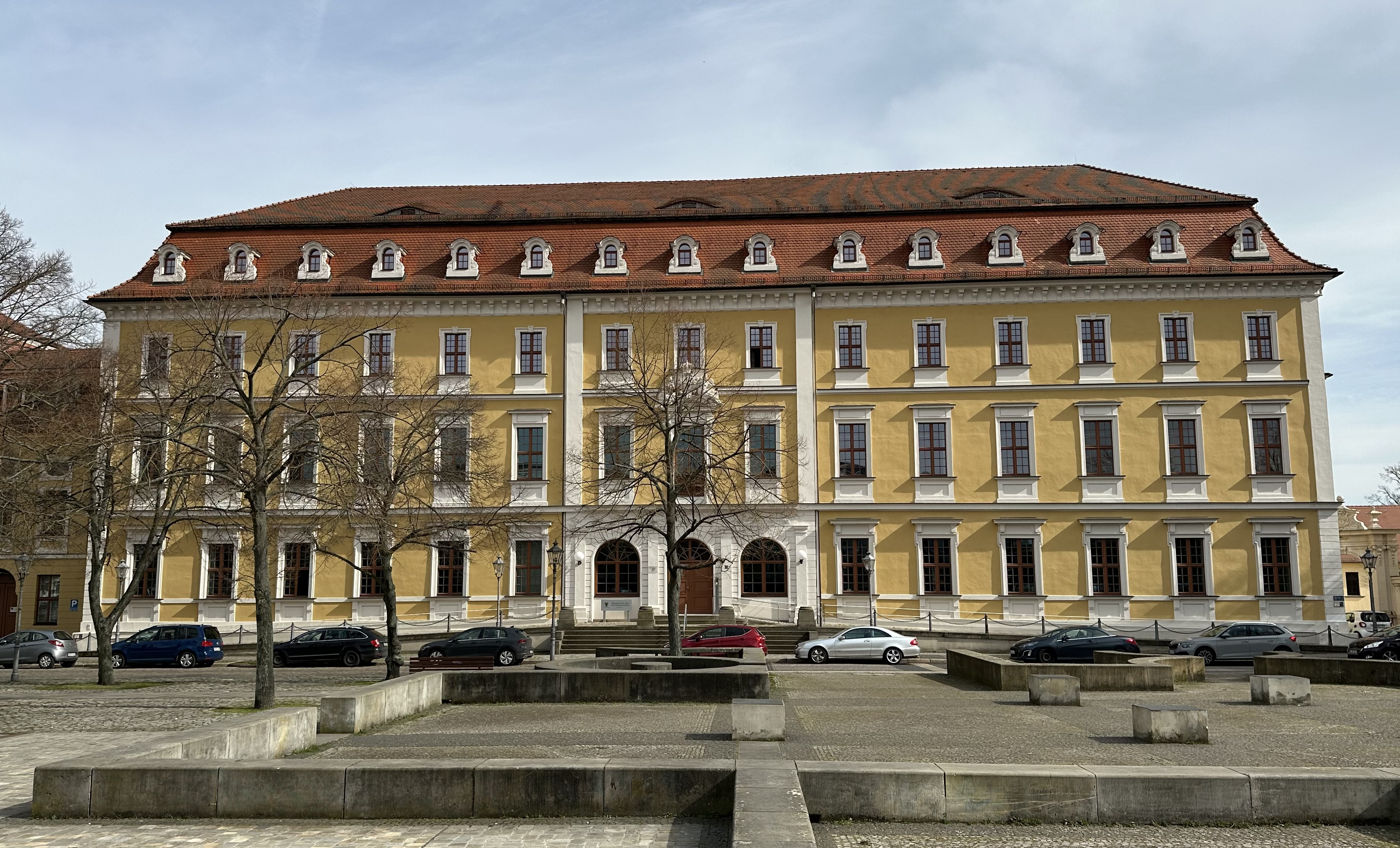
Königlich Preußisches Stadtschloss, 2024

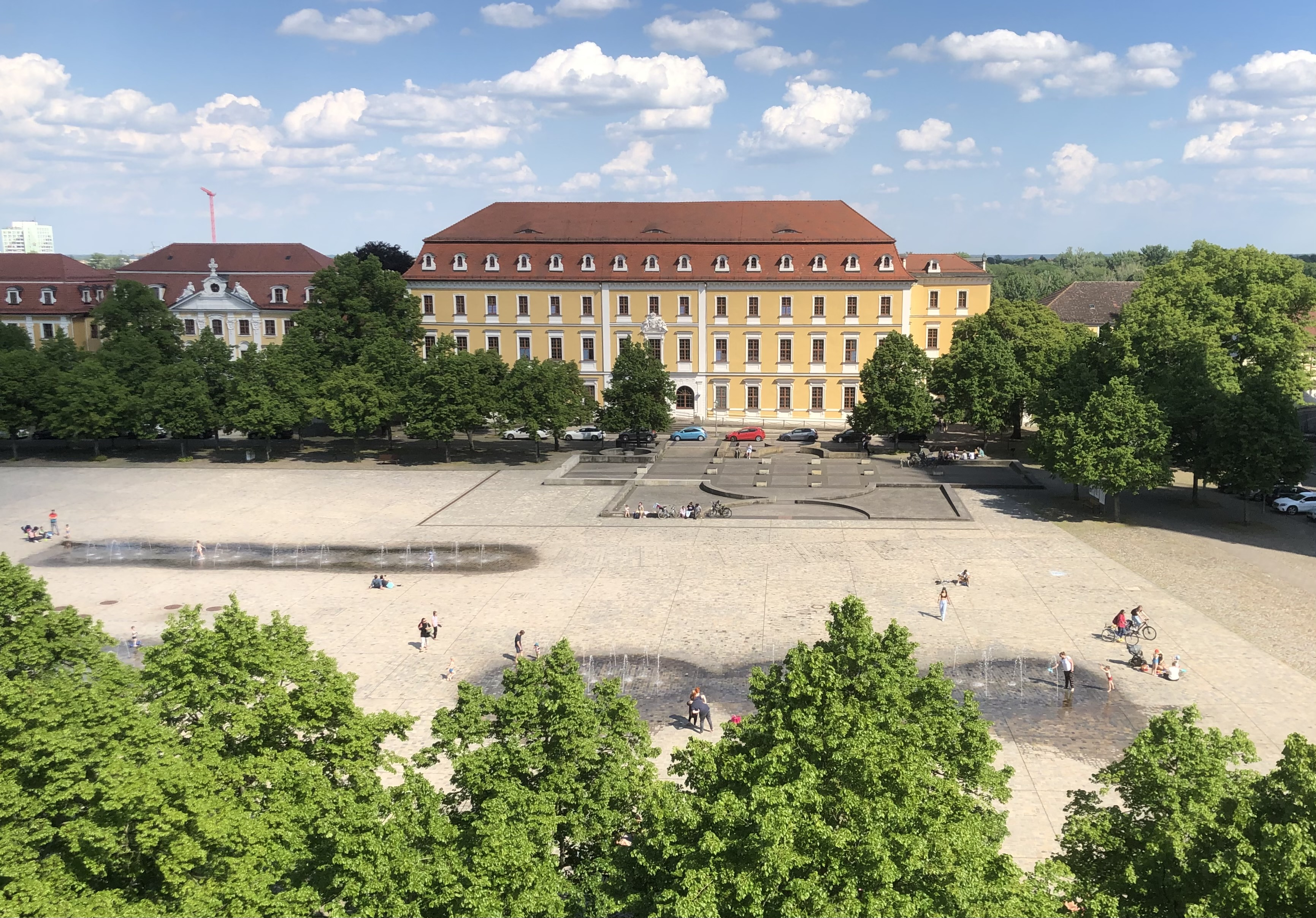
Blick vom Dach des Hauses Domplatz 11a auf das Stadtschloss, 2021

Das Königlich Preußische Stadtschloss ist ein denkmalgeschütztes Gebäude in Magdeburg in Sachsen-Anhalt. Es ist heute Sitz des Justizministeriums des Landes Sachsen-Anhalt.

## Lage
Das Schloss befindet sich auf der Ostseite des Domplatzes in der Magdeburger Altstadt. Südlich grenzen die Alte und Neue Möllenvogtei an, nördlich das Knautsche Palais. Östlich des Gebäudes liegt der Garten der Möllenvogtei. Auf dem Grundstück befindet sich das als eigenes Baudenkmal ausgewiesene Gartenhaus am Königlich Preußischen Stadtschloss.

## Architektur und Geschichte

### Vorgängerbebauung Domplatz 2
Das Grundstück Domplatz Nummer 2 befand sich zwischen der südlich gelegenen Möllenvogtei und dem nördlich befindlichen erzbischöflichen Haus. Bebaut war es mit einem Haus, das jedoch nicht in der Flucht des heutigen Domplatzes stand, sondern deutlich weiter östlich, schon am Abhang, der zur Elbe hinunter führt. Es diente als Amtsschreiberei. Im Jahr 1411 teilte Erzbischof Günther den Hof neben dem Moßhause und dem Möllenhofe, die Schreiberei genannt, sowie den darunter befindlichen Garten, seinem Schreiber Hermann Quesitz sowie dessen Bruder Johann als Wohnsitz zu. Noch 1631 wurde das Haus als Schreiberei bezeichnet, in einem überlieferten Verzeichnis jedoch wohl fälschlich der Möllenvogtei zugerechnet. Bewohner des Hauses waren 1631 der Amtsschreiber und seine Ehefrau, Wernehr, der Copegiste und der Schreiberjunge. In der Zeit nach 1631 wurde die Schreiberei dann jedoch bald in ein weiter nördlich, im Bereich Domplatz 4, gelegenes Haus, verlegt. Das Häuschen Domplatz 2 wurde sodann vermutlich vermietet. In der Zeit um 1680 wurde der Aktuar Zierenberg als Bewohner genannt, der es vermutlich angemietet hatte. Die in Magdeburg neugegründete reformierte Gemeinde nutzte die nahe gelegene Sankt-Gangolfi-Kapelle und bat darum, das Häuschen als Wohnung für ihren Schulmeister zu erhalten. Tatsächlich genehmigte Kurfürst Friedrich III. am 25. Juni 1689 diesen Antrag. Vom Presbyterium der Kirche wurde das Gebäude später für zwölf Taler jährlich vermietet. Aus dem Jahr 1715 ist eine Erwähnung als des Uhrmachers Haus überliefert. Die Gemeinde veräußerte in diesem Jahr das Gebäude für 200 Taler an den Sekretär Johannes Dreschhof. Die Genehmigung hierfür erteilte König Friedrich Wilhelm I. am 29. Mai 1715. Aus dem Nachlass Drechhofs erhielt das Haus 1728 der Chirurg bzw. Barbier Joh. Friedrich Heinrich. 1751 gelangte es an den Regierungssekretär Friedrich Schröter, der das Gebäude 1757 für 1350 Taler an den Holzschreiber Andreas Wiesel veräußerte. Von ihm erwarb es 1771 Böttchermeister Ernst Gottlieb Böltche für 1200 Taler. Im Jahr 1815 wurde der Kanzlist David Kaspar Harslaue als Eigentümer geführt. 1835 lebte Professor Sucro, Oberlehrer am Domgymnasium Magdeburg, im Haus.

### Vorgängerbebauung Domplatz 3 – Bischofsresidenz
Auf dem Gelände von Domplatz 3 wird der Standort des Herrenhauses des Wirtschaftshofes in karolingischer und ottonischer Zeit vermutet. Dann hätte Editha, Ehefrau Otto I., die den Hof als Morgengabe erhielt, hier möglicherweise ihren Wohnsitz gehabt. Im Jahr 937 schenkte Otto den Hof, nach dem Tod seiner Ehefrau, dem Moritzkloster. Mit der Gründung des Erzstifts Magdeburg kam der Meierhof ab 968 an den Erzbischof, der hier auch wohnte. Der Bischofshof befand sich jedoch wohl etwas weiter südlich des jetzigen Standorts. Im 12. Jahrhundert wurde der Bau abgerissen. In der Zeit um 1270 erfolgte unter Erzbischof Konrad von Sternberg ein teilweiser Neubau. Vom Portal des Hofes führte der Bischofsgang zum Dom. Im Mittelalter wurde der Hof häufig als Mußhaus oder Moßhaus bezeichnet. Der Name leitete sich von dem Umstand ab, dass die Zinspflichtigen ihre Getreideabgaben in das Muß- bzw. Vorratshaus der erzbischöflichen Pfalz abzuliefern hatten.
Östlich des Bischofshofes befand sich die an das Herrenhaus angebaute Kapelle St. Gangolfi. An die Bischofspfalz grenzte ein Platz, an den im Osten die Alte Möllenvogtei, im Süden der Dom, im Westen der Bischofsgang und im Norden der bischöfliche Hof grenzte. Hier fand das Halsgericht unter Königsbann statt. In der Zeit der Ottonen war der Kaiser zum Teil selbst Gerichtsherr, so auch Heinrich II. Er verurteilte hier Diebe zum Hängen. Im Übrigen hielt das peinliche Gericht der Erzbischof ab, der jedoch von seinem Oberrichter, dem Burggrafen vertreten wurde. Später entstand gegenüber der Gerichtsstätte die Paradiespforte des Magdeburger Doms, deren kluge und törichte Jungfrauen als Ausdruck der Unerbittlichkeit auch des weltlichen Gerichts verstanden werden können. Ein weiterer Gerichtsort am bischöflichen Hofe war der Bereich vor der roten Tür, wo der Möllenvogt als Unterrichter tagte. An der Mauer soll hier auch eine steinerne Gerichtsbank gestanden haben.

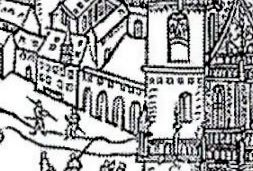
Erzbischöfliches Palais mit Bischofsgang auf einem Ausschnitt eines Holzschnitts von 1552

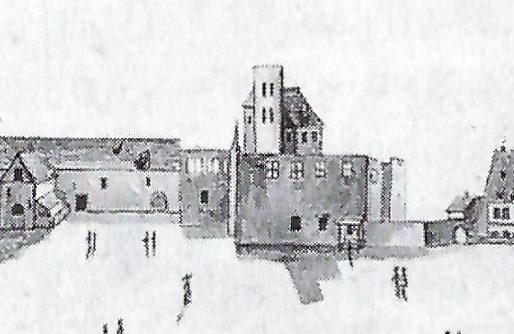
Ruine des Bischofspalastes in der zweiten Hälfte des 17. Jahrhunderts

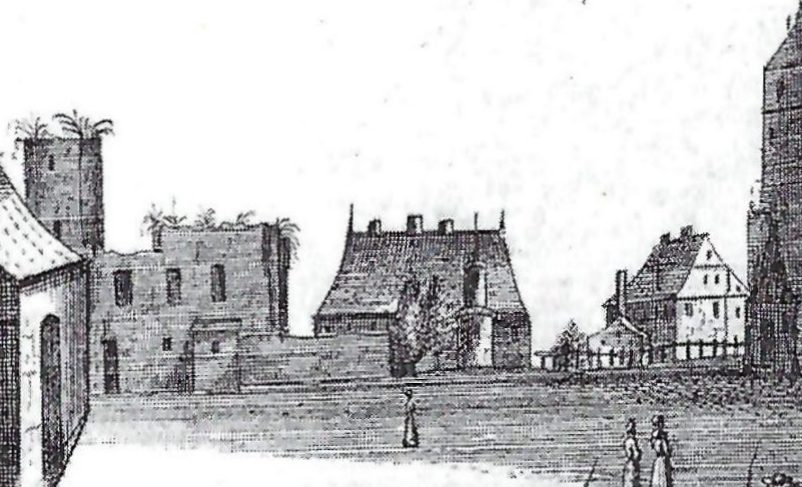
Ruine des erzbischöflichen Hofs (links hinten) auf einer Zeichnung aus dem 17. Jahrhundert, Blick von Westen, (ganz links Gebäude der Dompropstei Magdeburg auf der Westseite des Domplatzes, rechts der Ruine: die Alte Möllenvogtei (Bildmitte))

Die konkrete Gestaltung des Bischofshofes ist nicht überliefert. 1270 wird er mit dergleichen nirgend stehet beschrieben, woraus auf einen Prachtbau geschlossen werden kann. Zum Hof gehörte neben einem Speisesaal auch ein Marstall und eine Aula als Fest- und Empfangssaal. Darüber hinaus gab es ein Hauptwohngebäude, in dem sich im Erdgeschoss die Hofstube befand, die verschiedensten Zwecken diente. Für den 8. Oktober 1524 ist überliefert, dass das Domkapitel die verfallene Hofstube reinigen ließ. Anlass war eine beabsichtigte Zusammenkunft aller Geistlichen der Stadt. Seit der Zeit von Erzbischof Ernst lebten die Erzbischöfe zumeist auf der Moritzburg bei Halle (Saale), so dass der Magdeburger Hof verfiel und wohl nur für Dienstwohnungen von Beamten genutzt wurde. Umgeben war der Bischofshof wohl von einer größeren Mauer. Am Eingang zum Hof befand sich ein Pförtnerhaus. Für den 12. Dezember 1609 ist eine Bewilligung des Administrators Markgraf Christian überliefert, in der er dem Domküster Martin Nolte und seiner Ehefrau ein lebenslanges Wohnrecht im Pförtnerhaus bewilligte, da sie beim Wiederaufbau des Pförtnerhauses große Mühe aufgewandt hatten. Zugleich waren jedoch die Pförtneraufgaben zu leisten.
Kurz vor der Zerstörung Magdeburgs im Jahr 1631 wurden fünf verschiedene Parteien als Bewohner des Objekts verzeichnet. Der Verfall war so weit fortgeschritten, dass Administrator Christian Wilhelm den Komplex zu einem großen Teil hatte abtragen lassen. Das Baumaterial diente während der Belagerung zur Verstärkung der städtischen Außenschanzen. Während der Zerstörung der Stadt blieben die Reste des Hofs vom Brand verschont. Zeitweise diente der Hof in der Zeit des Dreißigjährigen Kriegs als Zeughaus.
An der Nordseite des Hofs befand sich ein Bergfried mit viereckigem Grundriss. Er ist auf einer Darstellung aus dem Jahr 1579 abgebildet. 1637 wurde er wegen Baufälligkeit auf Veranlassung von Generalfeldwachtmeister von Vitzthum abgerissen. Im Jahr 1698 wurde der erzbischöfliche Hof als Ruine beschrieben, von der nur noch das Mauerwerk stand. Nach der Zerstörung von 1631 waren auch für den Wiederaufbau anderer Gebäude Steine des Hofes genutzt worden.

### Heutiges Gebäude

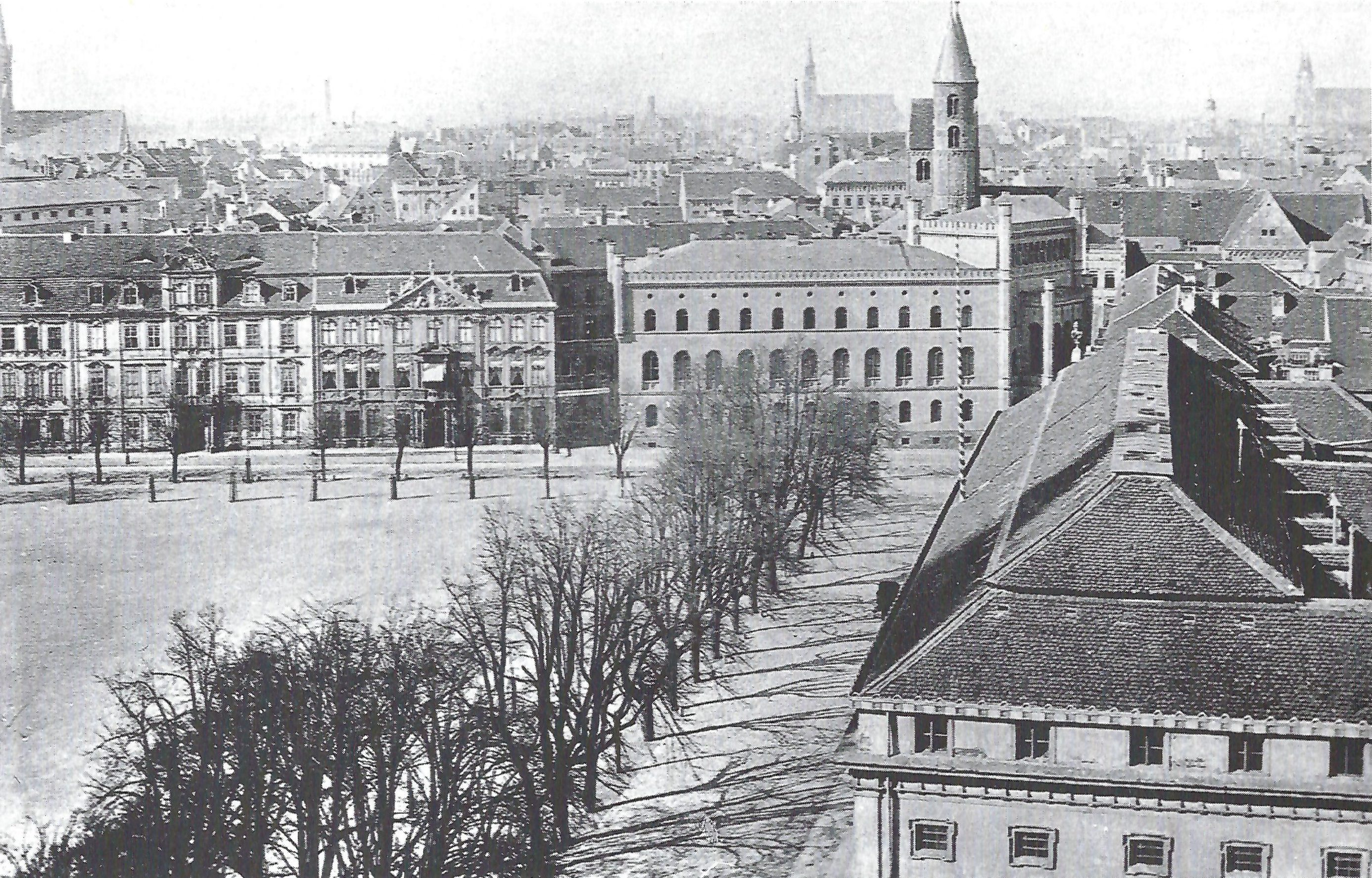
Blick von Süden auf das Dach des Stadtschlosses (rechts), 1880er Jahre

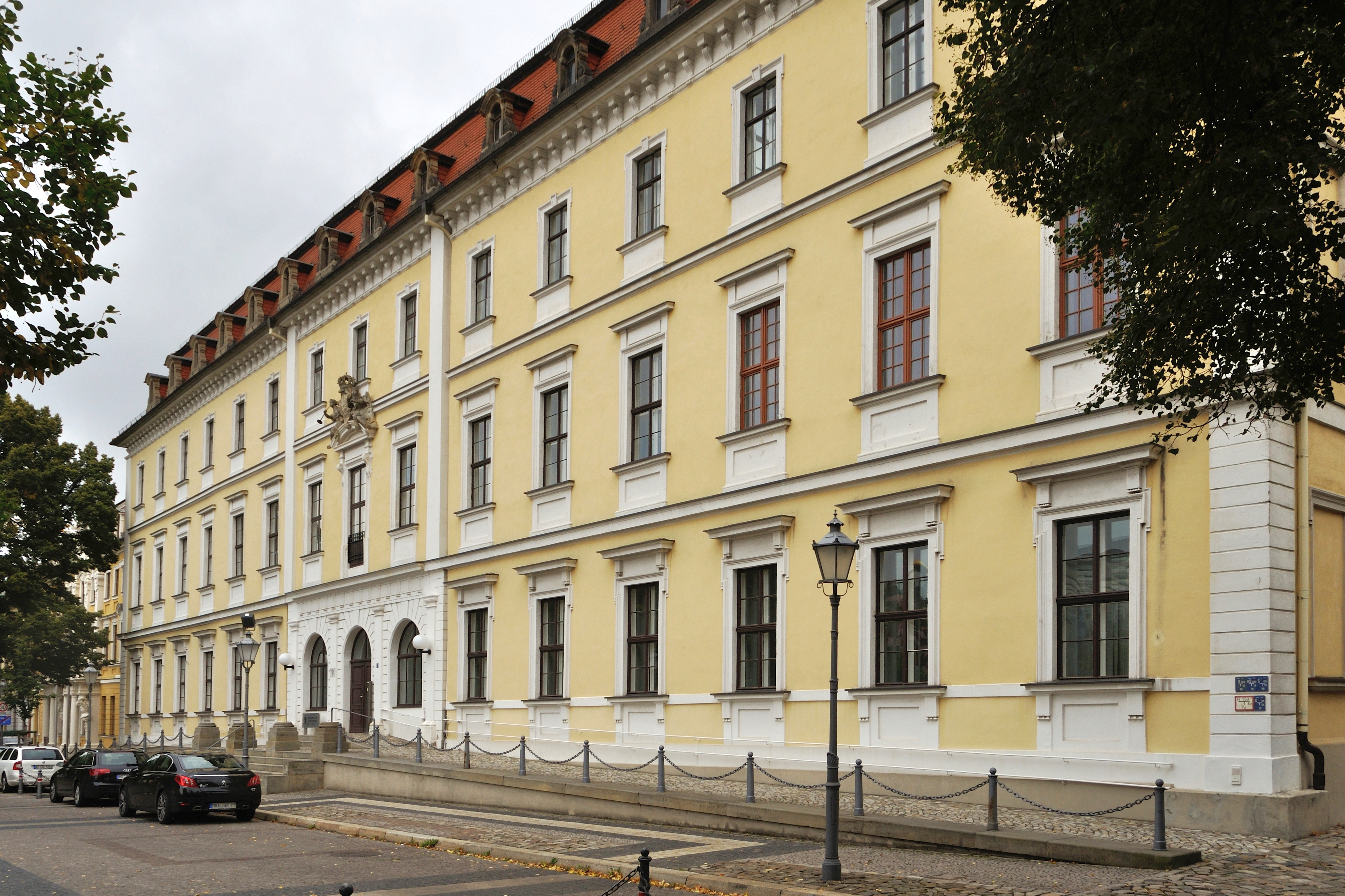
Blick von Südwesten, 2013

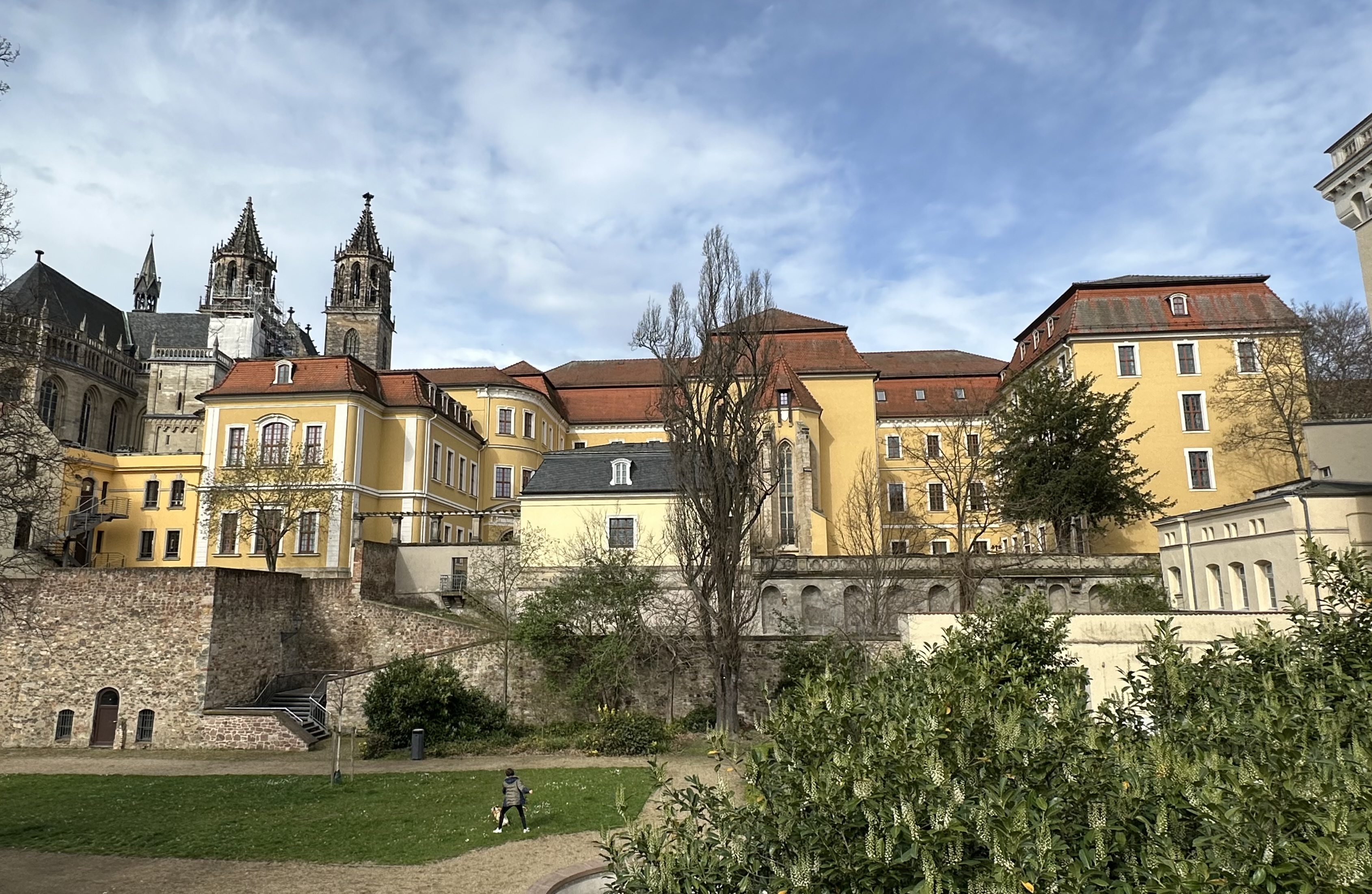
Blick vom Fürstenwall auf die Ostseite des Schlosses

1699 besuchte Kurfürst Friedrich III. von Brandenburg Magdeburg und bestimmte, dass an Stelle der Ruine ein kurfürstliches Schloss zu errichten sei. Domdechant von Arnstedt ließ daraufhin die Ruine abreißen und legte am 23. März 1700 den Grundstein für das Schloss. Der Bau des prächtigen aber schlicht gestalteten Gebäudes erstreckte sich wohl bis 1701. Aufgrund des sehr schnell ausgeführten Baus ergaben sich diverse Baumängel, die ab 1711 häufigen Reparaturbedarf nach sich zogen. Der mit Reparaturarbeiten beauftragte Baumeister Johann Christoph Memhardt beklagte sich darüber, dass Balken einfach in das Mauerwerk gesteckt worden seien, so dass sie faulen mussten.
Der Architekt des barocken Hauses ist unbekannt, vermutet wird Giovanni Simonetti. Ursprünglich war das Gebäude zweigeschossig mit Mezzanin ausgeführt. Die zum Domplatz ausgerichtete Westfassade wurde 15-achsig gestaltet. Auf einen Giebel, Risalite oder Fenstergruppierungen wurde verzichtet. Die Fenster besitzen eine einfache, etwas vorkragende Verdachung, wobei diese im Obergeschoss etwas flacher ausgeführt wurden und im Mezzaningeschoss fehlten. 

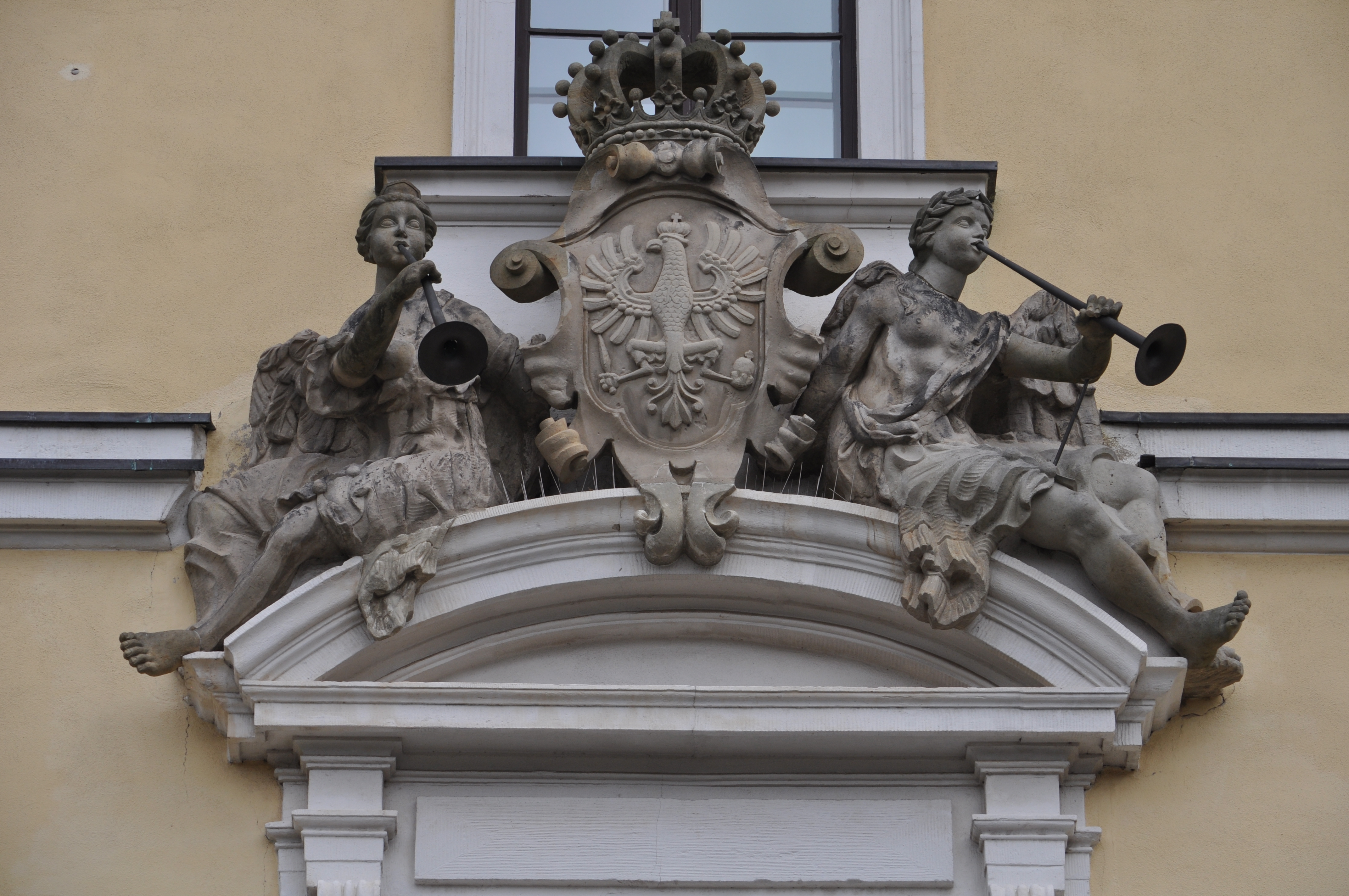
Segmentgiebel des mittleren Fensters in der Beletage

Lediglich das Fenster in der mittleren Achse des ersten Obergeschosses, der Beletage, wurde aufwändiger gestaltet. Es wird von einem Segmentgiebel überdacht, der mit einer Rollwerkkartusche verziert ist. Sie zeigt den preußischen Adler und eine Königskrone. Links und rechts hiervon befindet sich jeweils ein eine Posaune blasender Engel. Das mittig angeordnete Hauptportal verfügte über eine Vorfahrt mit weit vorspringender Überdachung, die von vier Säulen getragen wurde. Nach Norden und Süden wurde jeweils eine lange Rampe angelegt. Zum Domplatz hin entstand eine Freitreppe. Über einem kräftigen Hauptgesims wurde eine balusterförmige Attika angelegt. Bedeckt wurde der Bau von einem großen Walmdach mit stehenden Dachfenstern und Fledermausgauben.
Die Ostfassade zur Elbe hin soll ursprünglich die Hauptschauseite gewesen sein. Sie ist reicher gegliedert als die Westfassade, allerdings ist die Überlieferung der Gestaltung hier weniger sicher. In den östlichen Teil des Baus wurde der Chor der Sankt-Gangolfi-Kapelle integriert. Ebenfalls einbezogen wurde die sogenannte Dornitz, der im Keller des Schlosses befindliche Rest einer Halle aus der Zeit um 1270. Sowohl am nördlichen als auch am südlichen Ende des Baus, ist ein nach Osten abgehender Seitenflügel angefügt, die über zwei schmale turmartige Risalite verfügten, die ursprünglich mit zwei hohe Helmdächern abgeschlossen wurden. Noch im frühen 19. Jahrhundert wurden sie durch flache Pultdächer ersetzt.

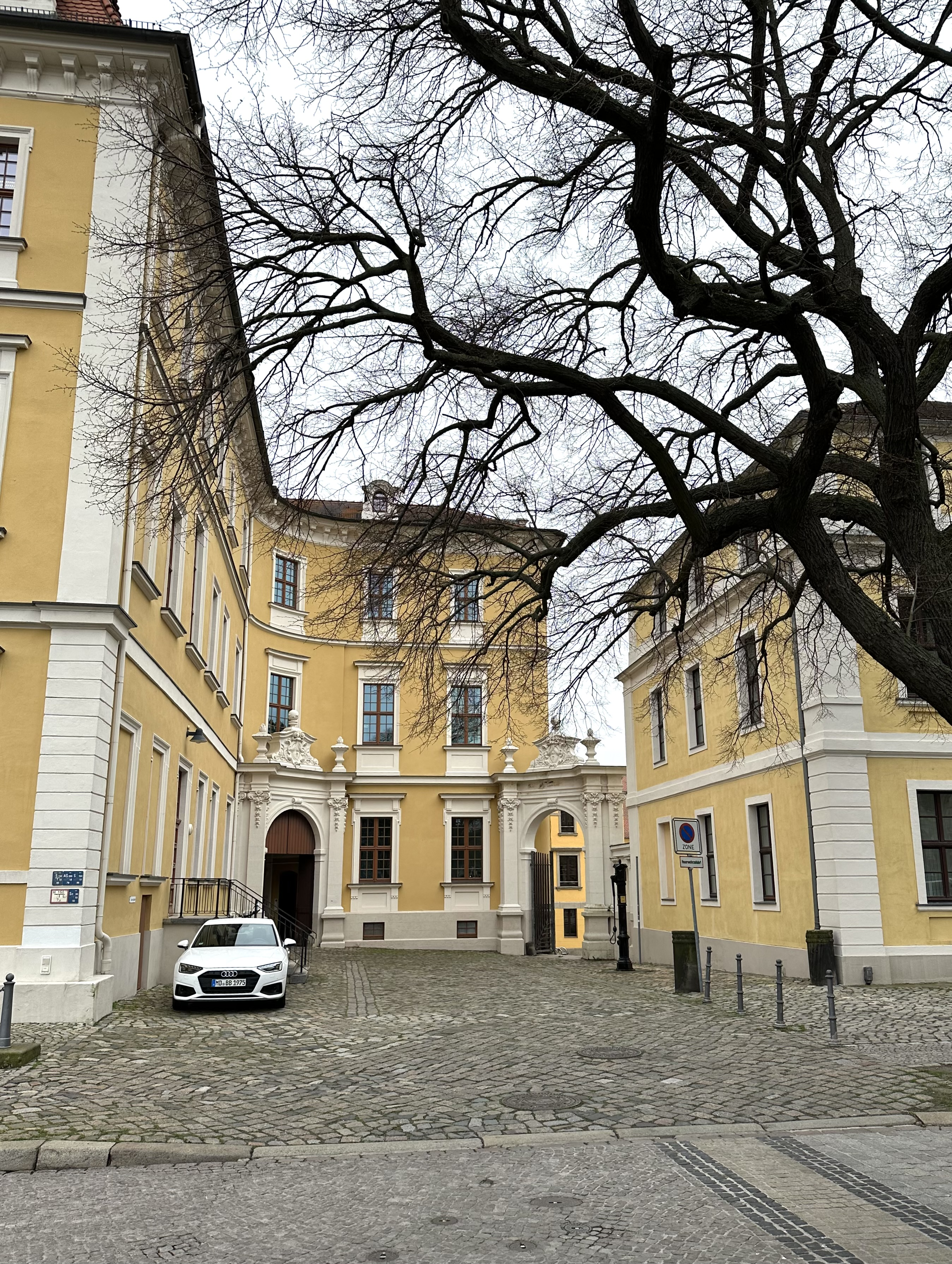
Ehrenhof südlich des Palastes, 2024

Auf der Südseite entstand zwischen dem Schloss und der Neuen Möllenvogtei ein barocker Ehrenhof, der mit zwei prächtigen barocken Toren versehen ist.
Zum Haus gehörte ein sich nach Norden erstreckender Garten, der an der Ostseite der Dechanei bis zu deren Backhaus entlanglief. Im Garten befand sich ein Brunnen und ein Lusthaus. Noch heute ist auf dem Hof des Schlosses ein mittelalterlicher Brunnen vorhanden.
Zu Ostern 1702 wohnte König Friedrich I. erstmalig im neu errichteten Schloss. Während der von Friedrich II. geführten Kriege diente das Schloss als Wohnsitz der königlichen Familie Preußens und beherbergte den Hofstaat. Nach dem Umzug der Regierung des Herzogtums Magdeburg von Halle nach Magdeburg wurde der Bau jedoch auch als Sitz der Kriegs- und Domänenkammer des Herzogtums genutzt. Ab 1754 befand sich hier die Dienstwohnung des Kammerpräsidenten. 1815 wurde der Bau zum Oberpräsidialgebäude. Seitdem und noch bis 1841 befand sich die Wohnung des Oberpräsidenten im Haus. Auch später diente das Haus als Regierungsgebäude.
1880 wurde der Bau um ein weiteres Mezzaningeschoss aufgestockt. Das obere der Mezzaningeschosse über dem Kranzgesims zurück, so dass sich das Erscheinungsbild eines Pagodendaches ergab. Auch die Innengestaltung wurde verändert. Schon 1906/1907 erfolgte ein weiterer Umbau, bei dem nun die beiden Mezzaningeschosse zu einem Vollgeschoss zusammengeführt wurden. Das Haus wurde als Sitz des Wasserwirtschaftsamtes genutzt.
Während des Zweiten Weltkriegs wurde das Schloss im Jahr 1944, andere Angaben nennen 1945, beschädigt. Beim Wiederaufbau wurde das nördliche Drittel des Hauptflügels zunächst nicht wieder instand gesetzt, sondern blieb als Ruine stehen. Im Übrigen erfolgte ein Wiederaufbau in vereinfachter Form. Ende der 1970er Jahre wurde dann auch dieser Teil wieder hergestellt, wobei man jedoch auf die Auffahrtverdachung verzichtete. In der Zeit bis 1989 erfolgte eine Nutzung des Gebäudes durch das Kombinat Baureparaturen und Modernisierung. Außerdem befand sich hier das Staatliche Vertragsgericht des Bezirks Magdeburg.
1992 begannen umfangreiche Renovierungsarbeiten, dabei wurde auch die farbige Fassadengestaltung hergestellt. 1998/1999 wurden auch wieder die langen Auffahrtsrampen angelegt, wobei die Überdachung jedoch nicht wieder hergestellt wurde. Die drei mittleren Achsen der Westfassade sind nun mittels Pilaster abgegrenzt. Im Erdgeschoss verfügen diese drei Achsen über eine Rustizierung. Die drei Erdgeschossfenster sind als Rundbögen gestaltet. Oberhalb der Fenster besteht ein Metopen-Triglyphen-Fries als Übergang zum ersten Obergeschoss.
Genutzt wurde das Schloss zunächst für die Staatskanzlei des Landes Sachsen-Anhalt, später bezog das Justizministerium den Bau.
Im Denkmalverzeichnis des Landes Sachsen-Anhalt ist der Palast unter der Erfassungsnummer 094 06327 als Baudenkmal verzeichnet.
Das Gebäude ist einer der größten Bauten am Domplatz und gilt als bedeutendes Element des Denkmalensembles.